# Covestro
Covestro is een Duits chemiebedrijf dat werd verzelfstandigd uit Bayer. Het bedrijf produceert onder meer kunststoffen voor in matrassen, auto's en medische apparatuur. 

## Activiteiten
Er zijn twee bedrijfsonderdelen, Performance Materials en Solutions & Specialties die gemeten naar de omzet ongeveer even groot zijn.
De belangrijkste regionale afzetmarkt is Europa, Midden-Oosten, Afrika en Latijns-Amerika met ruim 40% van de omzet, gevolgd door Azië met ruim 30% en Noord-Amerika met 22%.

### Resultaten
Covestro behaalt een jaaromzet van ongeveer € 15 miljard. Het bedrijf is redelijk winstgevend, al werden 2022 en 2023 met verlies afgesloten. De werkgelegenheid is redelijk constant en ligt rond de 17.000 voltijdsbanen.
| Jaar | Omzet  | EBIT | Netto- resultaat | Werknemers (in fte) |
| ---- | ------ | ---- | ---------------- | ------------------- |
| 2016 | 11.904 | 1331 | 795              | 15.579              |
| 2017 | 14.138 | 2808 | 2009             | 16.176              |
| 2018 | 14.616 | 2580 | 1823             | 16.770              |
| 2019 | 12.412 | 852  | 552              | 17.201              |
| 2020 | 10.706 | 696  | 459              | 16.501              |
| 2021 | 15.903 | 2262 | 1616             | 17.909              |
| 2022 | 17.968 | 267  | −272             | 17.985              |
| 2023 | 14.377 | 186  | −198             | 17.520              |

## Geschiedenis
Begin 2015 besloot Bayer het bedrijfsonderdeel MaterialScience, hernoemd tot Covestro, af te stoten. Dit onderdeel leverde in 2014 een derde van de omzet van Bayer op, maar slechts 10% van de winst. De omzet van Covestro bedroeg in 2014 zo'n 11,7 miljard euro en het bedrijf had wereldwijd zo'n 30 fabrieken en circa 14.200 medewerkers.
In oktober 2015 ging het bedrijf naar de beurs, het leverde Bayer zo’n 1,5 miljard euro op. Nadien heeft Bayer het aandelenbelang stapsgewijs afgebouwd, van 64,2% per begin 2017, naar 24,6% per 31 december 2017 en een jaar later was het gedaald naar 7,5%. In 2020 is het hele belang afgestoten.
In oktober 2020 werd bekend dat DSM haar tak voor duurzame coatingharsen aan Covestro gaat verkopen voor 1,6 miljard euro. De omzet van Resins & Functional Materials was 1 miljard euro in 2019. Door de overname versterkt Covestro haar positie als grote leverancier van duurzame coatingharsen. Deze transactie werd op 1 april 2021 afgerond.
In juni 2023 deed Abu Dhabi National Oil Company (ADNOC) een overnamebod van 10 miljard euro, of ongeveer 55 euro per aandeel, op Covestro. Het bestuur van Covestro is hierop niet ingegaan. In augustus is het bod verhoogd naar ongeveer 60 euro per aandeel en het bestuur is daarna met ADNOC in gesprek gegaan. Op 1 oktober bereikten de twee overeenstemming waarbij ADNOC 62 euro per aandeel zal betalen.